# Evangelische Kirche Beinstein

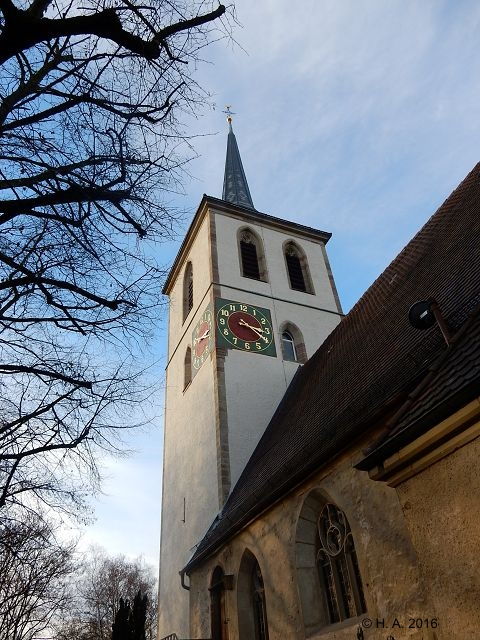
Kirchturm im Januar 2016, Ansicht von Süden

Die evangelische Kirche Beinstein ist eine gotische Kirche im Waiblinger Ortsteil Beinstein. Seit dem 1. Januar 2023 ist die Kirchengemeinde Teil der evangelischen Verbundkirchengemeinde Korb-Beinstein.

## Geschichte

### Vorgängerkirche
Teile des Turmes stammen vermutlich aus dem 12. oder 13. Jahrhundert. Gesichert ist, dass es eine Vorgängerkirche gegeben hat. 1225 tagte nachweislich das Landkapitel Schmiden in Beinstein. Diese Versammlungen fanden nur an Orten statt, die über eine eigene Kirche verfügten. 1366 wurde erstmals urkundlich eine Kirche erwähnt. Über das Aussehen und den genauen Standort dieser Kirche ist nichts bekannt.

### Heutige Kirche
Mit dem Bau der heutigen Kirche wurde im Jahre 1454 begonnen.1954 wurde bei Renovierungsarbeiten zur 500-Jahr-Feier der Kirche unter dem Kirchenschiff eine ca. einen Meter dicke Grundmauer gefunden, welche auf einen Vorgängerbau hindeutet. Aus Denkmalschutzgründen durfte damals nicht weiter gegraben werden. Weitere Fragmente, welche auf einen Vorgängerbau hindeuten, wurden bei der Renovierung 2006/2007 gefunden. 

#### Patrozinium in vorreformatorischer Zeit
Die Kirche war in vorreformatorischer Zeit einem Heiligen geweiht, welchem, lässt sich nicht mehr genau verfolgen. Es werden immer wieder St. Stephan, St. Sebastian oder St. Bernhard genannt.

## Orgel
Im Jahr 1728 baute Johann Christoph Herzer eine neue Orgel, die 1836 von Johann Victor Gruol dem Jüngeren umgebaut und mit einem freien Pedal ausgestattet wurde. Der Stuttgarter Orgelbauer G. L. Friedrich erneuerte 1934 das Innenwerk unter Beibehaltung des barocken Gehäuses. Im Jahr 1949 folgte eine Revision durch die Firma E. F. Walcker & Cie. und 1954 eine Umsetzung in den Chor, wo das Instrument ebenerdig aufgestellt wurde. Die heutige Orgel hinter historischem Prospekt stammt von Orgelbaumeister Peter Plum aus Marbach am Neckar und wurde im November 1982 eingeweiht. Die Orgel verfügt über vierzehn Register und 1016 Pfeifen, die auf zwei Manuale und Pedal verteilt sind. Die Disposition lautet wie folgt:
| I Hauptwerk C–g3 |    |
| Prinzipal        | 8′ |
| Rohrflöte        | 8′ |
| Prinzipal        | 4′ |
| Spitzflöte       | 2′ |
| Mixtur IV        | 2′ |
| Tremulant        |    |

| II Schwellwerk C–g3 |       |
| Gedeckt             | 8′    |
| Koppelflöte         | 4′    |
| Prinzipal           | 2′    |
| Sesquialter II      | 2 ⁄3′ |
| Zimbel III          | 2⁄3′  |
| Tremulant           |       |

| Pedal C–f1   |     |
| Untersatz    | 16′ |
| Gemsbaß      | 8′  |
| Dolkan       | 4′  |
| Trompetenbaß | 8′  |

- Koppeln: II/I, I/P, II/P

## Glocken
Ursprünglich waren zwei Glocken vorhanden, die Osanna-Glocke von 1499, die heute noch existiert, und eine kleinere Glocke aus dem Jahre 1528. 
Die kleinere Glocke von 1528 wurde im Jahre 1896 eingeschmolzen und zu einer Glocke mit dem Namen Concordia (Schlagton c2) umgegossen; im selben Jahr ermöglichte zudem eine privaten Spende den Guss einer dritten Glocke mit dem Namen Harmonie (Schlagton a1). Die beiden Glocken mussten 1917 im Ersten Weltkrieg als Metallspende abgeliefert werden.
1920 kamen zwei neue Glocken hinzu, die Notglocke (Nominal as1) und die Friedensglocke (Nominal c2). Im Januar 1942 mussten wegen des Zweiten Weltkriegs auch diese Glocken als Metallspende abgegeben werden.
Das heutige Geläut der Kirche besteht aus vier Glocken. Am 24. Januar 2014 wurde die Christusglocke in die Glockenstube hochgezogen. Die Indienststellung der Glocke erfolgte am 23. März 2014.
| Nr. | Bild | Name                                      | Gussjahr | Gießer, Gussort                         | Durchmesser (mm) | Gewicht (kg) | Schlagton | Inschrift |
| 1   |      | Christusglocke (Betglocke)                | 2013     | Albert Bachert, Karlsruhe               | 1480             | 1.916        | des1      | Euer Herz erschreckt nicht, glaubt an Gott und glaubt an mich Meine Hoffnung, meine Freude, meine Stärke, mein Licht, Christus meine Zuversicht, auf dich vertraue ich und fürcht' mich nicht. |
| 2   |      | Osanna-Glocke (Schied-/Kreuzglocke)       | 1499     | Bernhart Lachaman der Ältere, Heilbronn | 1150             | 930          | f1        | Osanna heiss ich, in unserer Frauen Ehr läut ich, Bernhart Lachaman goss mich 1499 |
| 3   |      | Friedensglocke (Zeichen-/Kreuzglocke)     | 1951     | Heinrich Kurtz, Stuttgart               | 1000             | 502          | as1       | Meinen Frieden gebe ich euch |
| 4   |      | Gefallenen-Gedächtnis-Glocke (Taufglocke) | 1951     | Heinrich Kurtz, Stuttgart               | 840              | 353          | b1        | Ich lebe und ihr sollt auch leben |

## Bilder

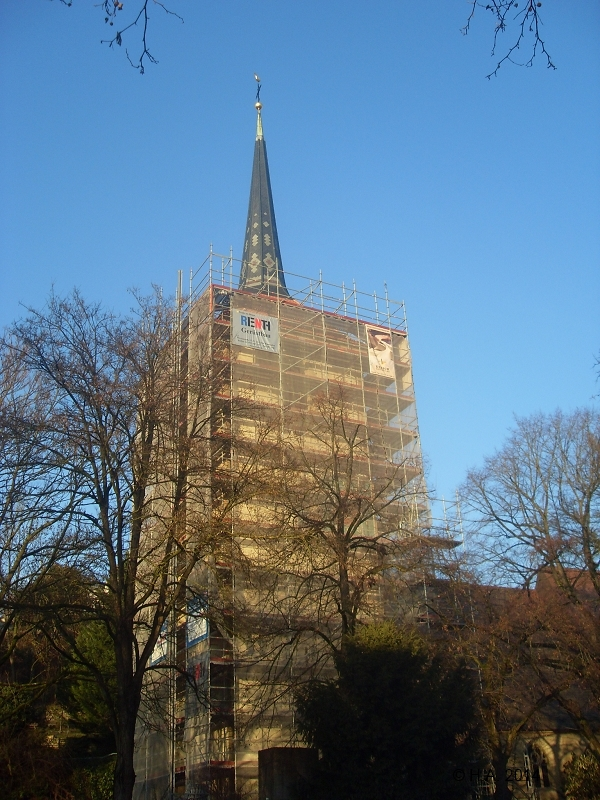
Turm während der Sanierung im Januar 2014
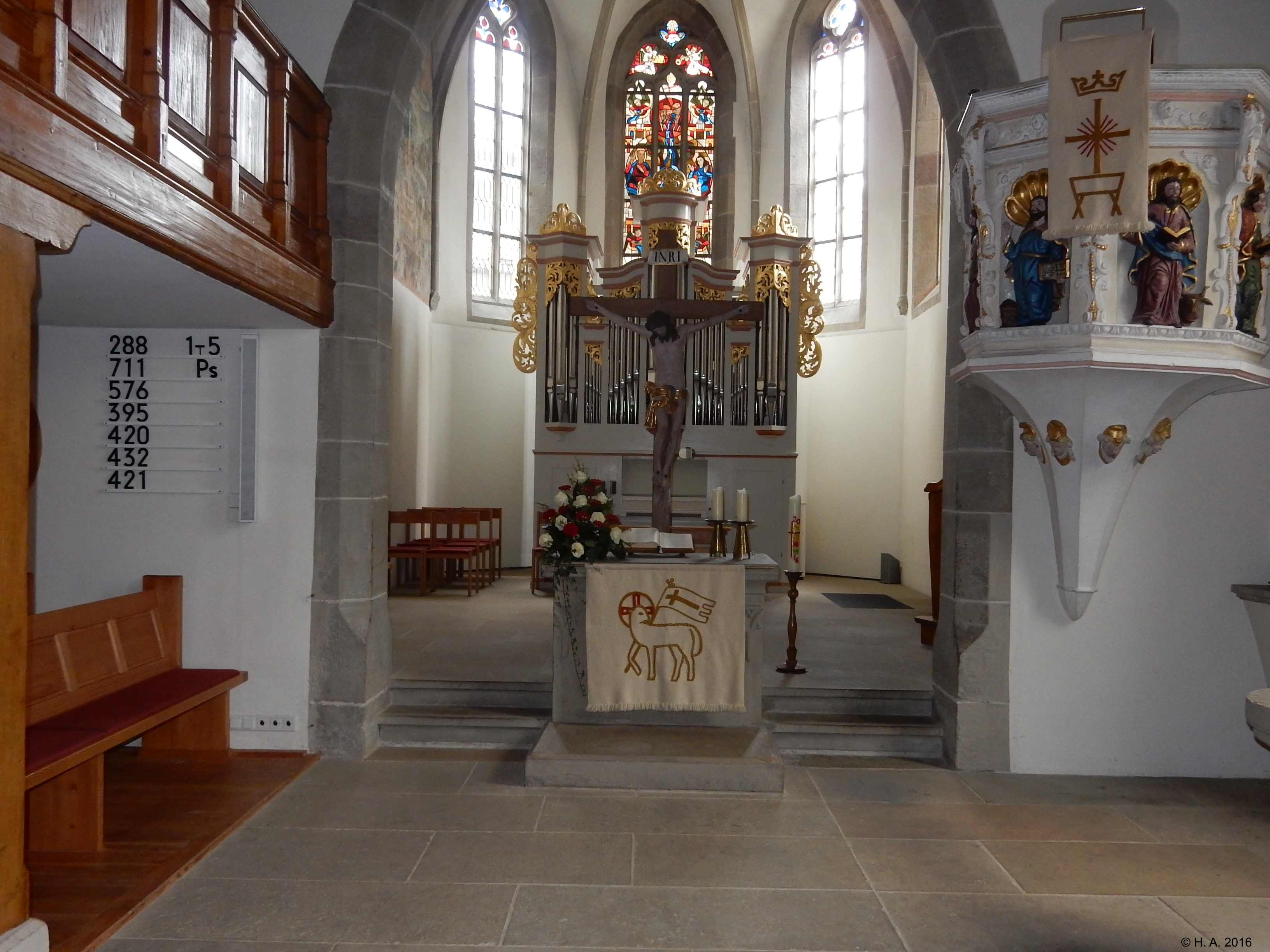
Innenraum der Kirche, April 2016
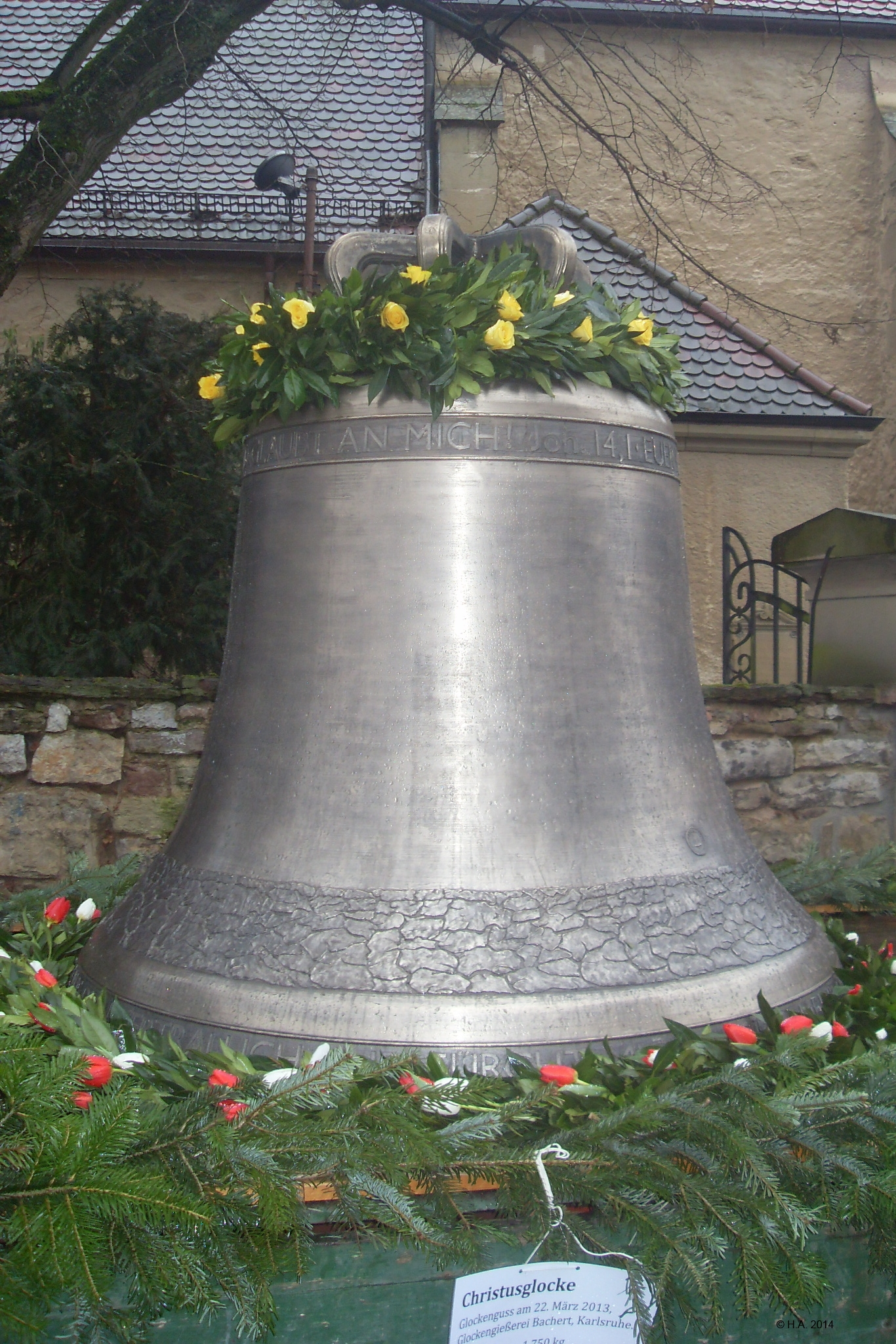
Christusglocke kurz vor dem Aufzug in die Glockenstube, 24. Januar 2014
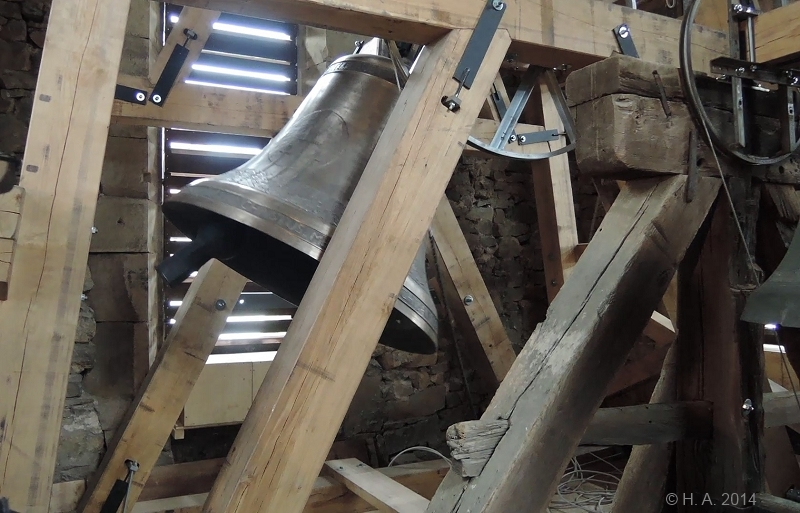
Läutende Christusglocke, 23. März 2014